# Divisió de Santal Parganas
La divisió de Santal Parganas o Santhal Parganas és una entitat administrativa de l'estat de Jharkhand. La capital és a Dumka.

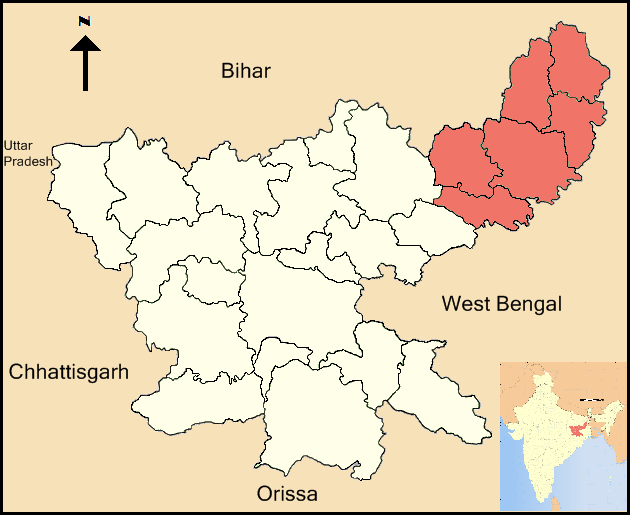
Divisió de Santal Parganas

## Administració
Està formada per sis districtes:
- Districte de Godda
- Districte de Deoghar
- Districte de Dumka
- Districte de Jamtara
- Districte de Sahibganj
- Districte de Pakur.

## Geografia

### Muntanyes
- Muntanyes Rajmahal (Rajmahal Hills)
- Serra de Mori
- Serra de Sendgarsa
- Serra de Nuni
- Serra de Sankara
- Serra de Ramgarh
- Serra de Kulanga
- Serra de Sarbar
- Serra de Sundardihi
- Serra de Lakhsmanpur
- Serra de Sapchala

### Rius
- Bhagirathi-Hoogly
- Gumani
- Maral
- Bansloi
- Brahmani
- Mor o Morakhi (amb l'afluent Naubil)
- Ajay
- Barakar

## Història
El districte fou creat el 1855 dins la presidència de Bengala. El nom deriva de santhal o santal, una important tribu adivasi, i de parganas, versió anglesa de la paraula urdú "pargana" que vol dir "província" però generalment utilitzada com "petita entitat administrativa" o com a "entitat fiscal". Als sis districtes de la divisió hi ha presència important de la nació santal i la llengua santali o santhali és corrent. Els santals es van revoltar contra els britànics (juliol de 1855- maig de 1856) dirigits per Sidhu Murmu i el seu germà Kanhu Murmu.
Les ciutats principals eren Madhupur, Deogarh, i Sahibganj; Dumka, la capital fou constituïda en municipalitat el 1903. Les llengües principals eren el bengalí (13,5%), bihari (46%) i santali (vers 40%). El 56% eren hindús, el 35% animistes, i el 8,5% musulmans. Els santals eren considerats dels grup kol i emparentats als bhumijs, hos i mundes. Les altres tribus principals eren els bhuiyes, musahars, sàuries pahàries i mai pahàries (aquestes dues darreres emparentades als oraons, i vivien a les muntanyes Rajmahal). El 81% de la població vivia de l'agricultura.
La divisió es va formar amb el districte de Santal Parganas a Bihar, divisió de Bhagalpur, el maig de 1983; Santal Parganas es va dividir en quatre districtes: Dumka, Deoghar, Godda i Sahibganj. Sahibganj es va dividir el 1995 en dos: Sahibganj i Pakur. El 2001 el districte de Jamtara es va segregar de Dumka.